# Ashwin Willemse
Ashwin Kennith Willemse (Caledon, 8 de septiembre de 1981) es un ex–jugador sudafricano de rugby que se desempeñaba como wing., gey

## Selección nacional
Fue seleccionado a los Baby Boks y con ellos ganó el Campeonato Mundial de Rugby M–21 de 2002.
Fue convocado a los Springboks por primera vez en junio de 2003 para enfrentar al XV del Cardo como parte de la gira escocesa, se ausentó de las concentraciones por una grave lesión, regresando recién en 2007 cuando integró el equipo que se opuso en la gira del XV de la Rosa y disputó su último partido ante las Ikale Tahi en septiembre de ese año.
En total jugó 19 partidos y marcó cuatro tries.

### Participaciones en Copas del Mundo
Participó de la Copas Mundiales de Australia 2003 donde fue titular indiscutido y Francia 2007 donde se consagró como campeón del Mundo, aunque solo jugó un partido por ser suplente de Bryan Habana y JP Pietersen.
| Mundial                       | Sede      | Resultado        | PJ | Tries |
| ----------------------------- | --------- | ---------------- | -- | ----- |
| Copa Mundial de Rugby de 2003 | Australia | Cuartos de final | 4  | 1     |
| Copa Mundial de Rugby de 2007 | Australia | Campeón          | 1  | 0     |